# アルフォンス・ジョルジュ
アルフォンス＝ジョゼフ・ジョルジュ（Alphonse-Joseph Georges, 1875年8月19日 - 1951年4月24日）は、フランス陸軍の軍人で最終階級は陸軍上級大将。開戦直前には陸軍副総監の職にあって、第二次世界大戦では1940年5月フランス戦役において北部戦線軍総司令官を務めた。

## 経歴
アルフォンス・ジョルジュは1875年8月19日にモンリュソンで生まれる。生家は独創的な環境で、父はガラス職工の職長であり、これがサン＝タマン＝モンロンとブールジュで受けた学校教育で卓越した結果を残すことになる。軍の勧誘を受けてラカナル高等学校（fr:Lycée Lakanal）在学中にサン・シール陸軍士官学校への入学準備をし、1895年に士官学校に入校する。
1897年に士官学校を卒業し、歩兵科を選びフランス陸軍で最も有名である第1アルジェリア狙撃兵連隊に配属される。北アフリカにおいて若い将校は、サハラ砂漠を平定するための数次に渡る縦隊に従軍すべく上官によって数度に渡り縦隊に配置される。1902年、ジョルジュは地元中産階級の少女と結婚し、1903年には陸軍大学校への入校に備え準備をし、これに合格する。在学中、学校副長であったトュテー将軍（Toutée）とはその後も陸軍大臣官房長の時、1908年3月に第1次クレンマンソー政権の陸軍大臣マリー＝ジョルジュ・ピカール将軍に影響を与えた。2年後、陸軍大尉であったジョルジュはアルジェに駐屯する第2アルジェリア狙撃兵連隊第15中隊長として赴任するためアルジェに戻る。数ヶ月にわたる中隊勤務ではアルジェリア＝モロッコ境界線での「警察活動」に従事する。彼は反乱軍との深刻な衝突で中隊を率いてユベール・リョーテ将軍の目前で大胆な勝利を得ている。アルジェに戻り、1912年に衛戍地勤務士官として古典的生活を送る土着民の編入問題に取り組む。ジョルジュは以前にこの問題を研究した人々の誰もが解決策を見つけることが出来ずにいたため数ヶ月で終了する。ジョゼフ・ジョフル将軍の存在はパリにある参謀本部第1部に勤務するジョルジュに影響を与える。エドゥアール・ド・カステルノー将軍の下で第17計画（fr:Plan XVII）に定める数百万人の動員計画に係る。
1914年8月、大隊長であったジョルジュはその後第2軍司令部の幕僚として9月上旬に転属する。しかし、彼が指揮する第122歩兵連隊の大隊は先頭に立って数日、9月11日にジョルジュは重症を負った。治療に数週間かけた後、ジョルジュは指揮の継続を望むが上層部の反応は良くなく、前線に戻っても問題無いが参謀本部ではジュルジュは参謀としてはあまりに貴重であるとした。
1916年10月、東洋フランス軍（fr:Armée française d'Orient）司令部の参謀次長となるがモーリス＝ポール＝エマニュエル・サライユ将軍とはそりが合わなかった。1917年3月にフランスに帰国するがわずか2ヶ月後には新たな仕事が舞い込む。元アルジェリア総督であったシャルル・ジョンナールは、かつて配下の若い将校に有能な者がいた事を覚えており、なおかつ困難が予想されたため将官以外から適任者を欲していた。陸軍中佐となっていたジョルジュはドイツ寄りとみられていたギリシャ王コンスタンティノス1世を排除する工作の密命を帯びて軍事顧問としてギリシャ入りした。ジョルジュの工作は成功し王は退位しギリシャ王アレクサンドロス1世が擁立される。
フランスに帰国後は1921年までフェルディナン・フォッシュ元帥に最も近い協力者の一人となる。特に海外作戦戦域部長としての活動がある。例として、1919年9月にはルイ・フランシェ・デスペレー元帥（fr:Louis Franchet d'Espèrey）によるテッサロニキからの攻勢に関わる編成の先導で決定的な役割を果たしている。
1919年12月に陸軍大佐に昇進し、アンリ・モルダック将軍（fr:Henri Mordacq）の指揮下で1922年1月にシュパイアーに駐留する第64狙撃兵連隊の指揮をする。しかし、その年の後半にジャン＝マリー・デグット将軍（fr:Jean-Marie Degoutte）によって呼び出され、ルール占領中に技術業務局事務部を担当する。経済を再稼働させることに成功して任務を終え、1924年3月に陸軍少将となる。
高等軍事研究センターの課程を修めた後、戦時にはアルプス軍司令官に任命される予定であるデグット将軍の下で参謀長となる。しかし、ジョルジュの評判は全軍を通じて知られており、そしてフィリップ・ペタン元帥は第3次リーフ戦争でジョルジュを必要としたため呼び出した。これによりジョルジュは反乱軍平定計画のほとんどを作成した。少将昇進から18ヶ月後、陸軍中将に昇進し、1928年9月にアルジェリア師団長になる。1年以上師団長を務めたがアンドレ・マジノ陸軍大臣の就任に伴い官房付き参謀長となる。1929年11月から1931年2月までの15ヶ月間は陸軍省があるオテル・ブリエンヌで勤務する。その後、陸軍大将(général commandant de corps d'armée)に昇格したジョルジュは名門である第19軍団長として赴任するため北アフリカに戻る。
1932年11月、陸軍上級大将(général commandant d'armée)に昇格し陸軍高等会議（CSG）の一員となる。既に58歳となっていたが、退役年限まで残り7年から10年は勤務できるとみられた。高等会議構成員のほとんどの将軍はジョルジュを陸軍総監に推薦し、これは戦時には陸軍総司令官の役割を担うことを意味していた。
1934年秋、第一次世界大戦時の強い友好関係を記念してユーゴスラビア王アレクサンダル1世を招待するため準備する。10月9日、王一行はマルセイユ港に上陸し、面会に応じていた仏外相ルイ・バルトゥーとアレクサンダル1世は暗殺者によって殺害され、ジョルジュは重症を負った。
最終的に当時のフランス陸軍最高指導部はマキシム・ウェイガン将軍が1935年1月に年齢制限に達したため、代わりにモーリス・ガムラン将軍が任命されており、ジョルジュは北アフリカ軍監察官となるが他のどの分野について具体的な責任を負っていなかった。一方、ガムランはジョルジュに対しいくつかの任務に対応するため大規模部隊の編成について新規則を起草を委任し、また大規模機動を指示するため一部任務について命令系統から除外された。ジョルジュはすべての会議において軍の状態に関する懸念を表明し、予備役動員の不足、非常に不十分な自動車化、航空機の不足、近代的な兵器製造工程の欠如などの問題点を訴える。
動員に伴い北東戦線総司令官のガムランの副長を務めるが、12月に北東戦線軍総司令官となる。しかし、この役職にあってジョルジュはその権限を減らし、ガムランはフランス地上軍大本営（GQG）にあり、ジョルジュはそれまであった強力な権限を行使できなくなった。だが、ジョルジュは不賛成であったディール＝ブレダ計画に対しこれを実行なければならず、特に強力な予備軍である第7軍をオランダへ前進をさせなければなくなり、これに抗議した。
1940年5月10日のドイツ軍総攻撃はその戦略的な動きでフランス軍の無能さをさらけ出した。ムーズ戦線は5月15日に崩壊し大本営からジョルジュに対し頻繁に命令を下したが敵軍の進撃速度に対応できなかった。5月19日にガムラン将軍は解任され新総司令官にウェイガン将軍が就いた。ジョルジュは北方の軍を撃破し、ドイツ軍を正確に認識し新たな防衛線の形成を企図し3倍近い連合国軍の師団の再編成をする。
1940年6月22日の休戦後、ジョルジュは数週間でヴィシー政権の下での新たな軍隊の編成に着手し定員10万人からなる本国軍（休戦軍）ができる。その後、同年8月に65歳の定年年齢に達したため、将官官房第2部に配置される。
ジュルジュはアルジェリアにいたアンリ・ジロー将軍と共に働くべく、1943年にウィンストン・チャーチル英首相はフランスからの脱出を準備させる。ジョルジュは同年6月から11月までフランス国民解放委員会（CFLN）に参加した。そこではジョルジュの適度な見解は受け入れられず、ジョルジュはシャルル・ド・ゴール将軍によって排除される。これにより政治的かつ軍事活動からも完全に引退した。
フランス解放後、ペタン元帥やウェイガン将軍の裁判で証言をもたらした。その後、公的生活から引退し1951年にパリのヴァル・ド・グラース軍教導病院（fr:Hôpital d'instruction des armées du Val-de-Grâce）で亡くなる。